# ۲٬۵-دی‌متیل‌فوران
۲،۵-دی‌متیل‌فوران (به انگلیسی: 2,5-Dimethylfuran) با فرمول شیمیایی C۶H۸O یک ترکیب شیمیایی با شناسه پاب‌کم ۱۲۲۶۶ است. که جرم مولی آن ۹۶٫۱۳ g/mol می‌باشد. شکل ظاهری این ترکیب، مایع است.